# 유화증권
유화증권(裕和證券, 裕和證券(株), 裕和證券 株式會社, 영어: Yuhwa Securities co.,ltd.)은 대한민국의 증권사이다.

## 기업 실태
- 2001년 2월 14일 3월 결산법인인 유화증권은, 지난해(2000년) 4월부터 12월까지 누적순익이 155억 9천 7백만 원, 경상익은 225억 3천 9백만 원이라고 공시한 바 있다.[1]
- 2015년 11월 20일 유화증권은, 주가 안정과 주주가치의 제고를 목적으로 89억 7천만 원 어치의 보통주 60만주를 장내 매수하기로 했다고 20일에 공시를 했다.[2]
- 2015년 12월 18일 유화증권은, 윤장섭 명예회장이 지난 11일부터 6차례에 걸쳐 자사주 1만 1325주를 장내 매수했다고 18일에 공시를 한 바 있다. 윤장섭 유화증권 명예회장의 유화증권 보유 지분율은 6.36%이다.[3]

## 지점
- 본사
  - 유화증권 본사
    - 서울특별시 영등포구 국제금융로2길 36 유화증권빌딩
- 센터
  - 강남센터
    - 서울특별시 강남구 도산대로 318 SB TOWER 8층 803호
- 지점
  - 을지로지점
    - 서울특별시 중구 을지로11길 15 동화빌딩 6층

## 같이 보기
- 증권
- 주식
- 펀드

## 관계사
- 성보화학

### 타 증권사
- 삼성증권
- 미래에셋대우
- 현대차투자증권
- KB증권
- SK증권